# Ballett Gesellschaft Hannover
Die Ballett Gesellschaft Hannover ist ein eingetragener Verein in Hannover, der 1985 ins Leben gerufen wurde. Das Vereinsziel besteht darin, Tanz als Kunstform zu fördern und auszubauen. Im Mittelpunkt der Vereinsaktivitäten stehen modernes Ballett, zeitgenössischer Tanz und zukunftsweisende Choreographien. Seit 1986 organisiert die Vereinigung mit choreography – Internationaler Wettbewerb für Choreographie Hannover einen der weltweit bedeutendsten Choreographiewettbewerbe. Seit 2016 ist die Ballett Gesellschaft Hannover Mitglied im Dachverband Tanz Deutschland.

## choreography – Internationaler Wettbewerb für Choreographie Hannover
Der Verein gibt mit diesem Wettbewerb jungen Choreographen die Möglichkeit, ihre Arbeiten öffentlich einer Fachjury zu präsentieren und mit professioneller Bühnentechnik aufzuführen. Weiterhin dient er als Forum zum Meinungsaustausch untereinander und mit dem Publikum. Teilnehmerbedingung für Choreographen und Tänzer ist eine professionelle Ausbildung. Die Choreographen dürfen nicht älter sein als 35 Jahre. Die Choreographie muss eine Dauer von 5 bis 12 Minuten aufweisen, und ein Soloballett darf nicht vom Choreographen interpretiert werden. Die Wahl der Themen und der Musik ist freigestellt. Der Wettbewerb ist für jede stilistische Richtung offen. Bewertungskriterien sind allein eine phantasievolle Nutzung von Raum und Zeit, die tänzerische Verwirklichung einer Idee und deren Übertragung auf die Interpreten.

### Jury 2017
- Stephen Delattre,
- Eric Gauthier
- Kevin Haigen
- Nanine Linning
- Johannes Öhmann
- Garry Stewart
- Richard Wherlock
- Ed Wubbe

und andere

### Vorjury 2017
- Marguerite Donlon
- RD1st
- Dirk Elwert
- Nanine Linning

## Preise
Der 1. bis 3. Preis ist mit Prämien von 6.000 bis 2.000 Euro dotiert. Zusätzlich werden der Kritikerpreis und der Publikumspreis prämiert.
Weiterhin gibt es Produktionspreise und Stipendien. Erstmals wird der Delattre Dance Company Preis eingeführt. Der Gewinner erhält die Möglichkeit, die im Wettbewerb gezeigte Choreographie in einer Produktion der Delattre Dance Company mit Tänzern der DDC zu präsentieren. Der künstlerische Leiter und Choreograph Stéphen Delattre gründete das DDC 2012. Er erhielt 2010 den Kritikerpreis des Internationalen Wettbewerbs für Choreographie Hannover. Das Europäische Zentrum der Künste Hellerau (Dresden) vergibt ein Stipendium. Der Preisträger kann mit eigenen Tänzern und/oder Absolventen der Palucca-Schule Dresden eine Choreographie erarbeiten und im Festspielhaus Hellerau aufführen.
Ein weiteres Stipendium, das Tanja Liedtke Scholarship, vergibt aus Anlass des 30-jährigen Jubiläums des Internationalen Wettbewerbs für Choreographen Hannover die Tanja Liedtke Stiftung, das den Unterricht beim Australian Dance Theatre beinhaltet.
Seit 2005 vergibt Ed Wubbe den Scapino-Puktionspreis. Der Preis beinhaltet die Erarbeitung einer eigenen Choreographie mit Tänzern des Scapino-Balletts und die Präsentation im Rahmen der Reihe TWOOLS.
Seit 2012 wird der Bundesjugendballett-Puktionspreis vergeben. Der Puktionspreis beinhaltet die Erarbeitung einer Choreographie mit dem Bundesjugendballett.
2014 vergab Gauthier Dance/Theaterhaus Stuttgart erstmals einen Produktionspreis: Gauthier Dance wurde 2007 von Eric Gauthier gegründet. Dieser gewann 2007 den Kritiker- und den Publikumspreis, 2011 erhielt er zudem den Deutschen Tanzpreis »Zukunft« 2011 für Choreographie.